# Парбигское сельское поселение
Па́рбигское се́льское поселе́ние — муниципальное образование в Бакчарском районе Томской области Российской Федерации.
Административный центр — село Парбиг.

## История
Статус и границы сельского поселения установлены Законом Томской области от 9 сентября 2004 года № 194-ОЗ «О наделении статусом муниципального района, сельского поселения и установлении границ муниципальных образований на территории Бакчарского района».

## Население
| 2002  | 2010  | 2012  | 2013  | 2014  | 2015  | 2016  |
| ----- | ----- | ----- | ----- | ----- | ----- | ----- |
| 2440  | ↘2412 | ↘2314 | ↘2256 | ↘2173 | ↘2150 | ↘2066 |
| 2017  | 2018  | 2019  | 2020  | 2021  |       |       |
| ↘2026 | ↘1994 | ↘1942 | ↘1915 | ↘1606 |       |       |

## Состав сельского поселения
| № | Населённый пункт | Тип населённого пункта       | Население |
| - | ---------------- | ---------------------------- | --------- |
| 1 | Кедровка         | посёлок                      | ↘18       |
| 2 | Кёнга            | село                         | ↘34       |
| 3 | Новая Бурка      | село                         | ↘96       |
| 4 | Парбиг           | село, административный центр | ↘1453     |
| 5 | Средняя Моховая  | посёлок                      | ↘5        |
| 6 | Хохловка         | посёлок                      | ↘0        |

## Местное самоуправление
Глава поселения — Людмила Владимировна Косолапова.